# Lokomotiva 755 ŽSR
Lokomotiva řady 755 je dieselelektrická lokomotiva (dieselová lokomotiva s elektrickým přenosem výkonu) vzniklá rekonstrukcí řady 753. Byla vyrobena v jediném prototypu v roce 1997 v podniku Martinská mechatronická.

## Vznik a výroba
Po rozpadu Československa upřednostňovaly ŽSR z ekonomických důvodů celkové rekonstrukce stávajících vozidel před nákupem nových strojů. Rekonstruováno mělo být okolo dvou set lokomotiv řad 753 a 771, za využití komponent vyráběných na Slovensku. Nově vzniklé řady 755 a 772 měly být v maximální možné míře unifikovány. Tato obří zakázka byla svěřena bez výběrového řízení nově vzniklé společnosti Martinská mechatronická, která neměla s konstrukcí železničních vozidel žádné zkušenosti. Výroba prototypu 755.001 poté probíhala v roce 1997 z původní lokomotivy 753.055 v dílnách ŽOS Zvolen, zatímco prototyp řady 772 vznikal v prostorách Vagónky Trebišov. Design obou řad navrhl Štefan Klein. Už samotný výběr základních komponent ale odsoudil oba projekty modernizace k zániku. Šlo především o trakční alternátor, jehož výrobce Danubius Elektrik se zanedlouho po zkonstruování elektrické části vozu ocitl v konkurzu. Sériová výroba by si vyžádala kromě výběru nových alternátorů také vyprojektování zcela nové elektrické výzbroje. Po volbách v roce 1998 a změně vedení ŽSR byly oba projekty zastaveny a předány finanční policii.

## Popis
Hlavní rám, podvozky a skoro celý rám skříně je převzat z původní řady 753. Skříň je nově zavěšena pomocí pryžových sloupků a hlavní rám je prodloužen o skříně s deformačními prvky nárazníků. Díky tomu je oproti původní řadě zvětšena kabina strojvedoucího. Obě kabiny strojvedoucího disponují vyhřívaným sedadlem, chladničkou, umyvadlem a klimatizací. Hnací agregát je složen z naftového motoru Pielstick 12 PA 4 - 185 loko od výrobce ZŤS TEES Martin a již zmíněného trakčního alternátoru Danubius Elektrik. Lokomotiva je dále vybavena pomocným a topným alternátorem a elektrodynamickou brzdou. Řízení a diagnostiku zajišťuje americký řídicí mikroprocesorový systém CLC. Rovněž byl nainstalován vlakový zabezpečovač AŽD LS-90. Opláštění lokomotivy je provedeno plastovými sendvičovými panely. Povrch vozu je opatřen bezúdržbovým a barevně stálým pláštěm, který plní též funkci odhlučnění kabin strojvedoucího.

## Provoz
V roce 1997 byl ještě zcela nedokončený stroj představen na mezinárodním strojírenském veletrhu v Brně. Téhož roku byl stroj také vystaven na výstavě v prostoru depa Zvolen. Poté proběhly dokončovací práce. V roce 1998 byl již jako provozuschopný stroj představen na výstavě Intertransport v Bratislavě. Poté bylo zažádáno o povolení k provedení prototypové zkoušky. Ještě před začátkem zkoušek byl stroj představen v Bratislavě-Petržalce na oslavách 150 let železnic na Slovensku. Následně byly započaty prototypové zkoušky, při kterých se projevila poruchovost stroje a tak musel být několikrát prodloužen termín k vykonání zkoušek. Po změně vedení ŽSR a zastavení projektu modernizace byly zkoušky ukončeny a stroj byl odstaven ve vrúteckém depu, kde se nachází dosud. Stroj byl poté ještě několikrát vystaven v prostorách depa.